# Фајоло (Пескара)
Фајоло (итал. Faiolo) је насеље у Италији у округу Пескара, региону Абруцо.
Према процени из 2011. у насељу је живело 47 становника. Насеље се налази на надморској висини од 102 м.